# Manley (Nebraska)
Manley è un comune degli Stati Uniti d'America, situato nello Stato del Nebraska, nella contea di Cass.